# Juan Luppi
Juan Luppi (Argentina, 5 de enero de 1990) es un actor argentino nacionalizado español. Es hijo del actor Gustavo Luppi y nieto del actor Federico Luppi.
Comenzó actuando desde muy pequeño, a los ocho años de edad, en la telenovela argentina Verano del 98. A los trece años continuó una larga carrera en la televisión española en Los Serrano donde interpretó a Valdano durante todas sus temporadas, luego siguió con Cambio de clase de Disney Channel durante dos años y posteriormente en La pecera de Eva. En Argentina también coprotagonizó la miniserie Círculos.
Ha trabajado con directores de cine como Álex de la Iglesia, Eugenio Zanetti y Alberto Lecchi, entre otros.
En teatro ha trabajado en obras como Argentinien, obra por la que fue nominado en la categoría "Actor revelación" a los Premios ACE (de Pedro Gundesen, dirigida por Luis "Indio" Romero), Toc Toc (de Laurent Baffie, dirigida por Lia Jelin), La oscuridad de la razón (de Ricardo Monti, dirigida por Virginia Inocenti), Almacenados (de David Desola, dirigida por Susana Hornos), La Forma de las cosas, hombres y ratones (dirigida por Lisandro Fiks y Gustavo Luppi), entre otras.

## Biografía
Creció en una familia de artistas ya que es hijo del actor Gustavo Luppi y de Marina Olmi, artista plástica. Su abuelo paterno es el aclamado actor Federico Luppi y su abuelo materno el actor y músico Boy Olmi (p). Por parte de madre es sobrino del actor Boy Olmi (h).
Comenzó estudiando teatro desde muy pequeño en Madrid (España) con Fernando Piernas, para más tarde continuar su formación con el maestro de actores Augusto Fernandes en Buenos Aires (Argentina) durante siete años más. 
También ejerce como agente literario y editor de libros.

## Cine
- 2023: Puan (María Alché y Benjamín Naishtat)
- 2022: Los impresentables (Lazlo Papas)
- 2022: Paisaje (Matías Rojo)
- 2022: Luz mala (Juan Schmidt)
- 2019: Garage (César Albarracín)
- 2017: Sinfonía para Ana (Ernesto Ardito y Virna Molina)
- 2016: Moira (Daniel Lovecchio)
- 2015: Fin de fiesta (Josefina Pieres)
- 2014: Amapola (Eugenio Zanetti)
- 2014: Messi (Álex de la Iglesia)

## Televisión
- Verano del 98....como "Sebita", el niño huérfano
- Los Serrano (2003-2008).... como Matías Scobich "Valdano"
- Cambio de clase (2006-2007).... como Nico
- La pecera de Eva (2010).... como Martín
- El elegido (2011).... como Camilo Nevares Sosa
- Historias de la primera vez (2012).... como Fernando (cap. 5)
- Historias de corazón (2013).... como Alan (cap. 14)[2]
- Señales (2013) como Alberto
- Aliados (2014).... como Alumno de Noah
- Las palomas y las bombas (2015).... como Rivera Gelly (joven)
- Círculos (2016).... como Augusto (joven)
- Las Estrellas (2017).... como Lautaro
- Golpe al corazón (2017).... como Facundo
- Maradona, sueño bendito (2021)

## Teatro
- Argentinien (2012) Teatro Nacional Cervantes (nominado a "Actor Revelación")
- La Noche del Ángel (2014)
- Isla Mauricio (2015)
- Grietas (2015) - Teatro Picadero
- Toc Toc (2015)
- La Oscuridad de la razón (2015) Centro Cultural de la Cooperación Floreal Godini
- Mala Praxis (2017 España y 2022 Argentina)
- 1982 Obertura Solemne (2017 España)
- Almacenados (2018)
- La Forma de las Cosas (2017-2018)
- La Visita (2018)
- Hombres y Ratones (2019-2021) como actor, productor y traductor de la misma.
- Jauría (2022)
- Con todo respeto (2022)

## Cortometrajes
- Combustión (España 2017)
- Calvario (España 2018)
- Contrapasso (España 2019)
- Sábado viene madre (Argentina 2021)

## Premios y nominaciones
- Premios Ace (2013) "Actor Revelación" (Nominado)
- Premio Juan Carlos Corazza del Festival "Notodofilm Fest" a "Mejor Actor"(Ganador)